# Boncourt (Aisne)
Boncourt és un municipi francès situat al departament de l'Aisne i a la regió dels Alts de França. L'any 2007 tenia 236 habitants.

## Demografia

### Població
El 2007 la població de fet de Boncourt era de 236 persones. Hi havia 92 famílies de les quals 16 eren unipersonals (8 homes vivint sols i 8 dones vivint soles), 24 parelles sense fills, 36 parelles amb fills i 16 famílies monoparentals amb fills.
La població ha evolucionat segons el següent gràfic:
Habitants censats

### Habitatges
El 2007 hi havia 109 habitatges, 93 eren l'habitatge principal de la família, 11 eren segones residències i 5 estaven desocupats. Tots els 109 habitatges eren cases. Dels 93 habitatges principals, 81 estaven ocupats pels seus propietaris, 9 estaven llogats i ocupats pels llogaters i 3 estaven cedits a títol gratuït; 1 tenia una cambra, 3 en tenien dues, 14 en tenien tres, 21 en tenien quatre i 54 en tenien cinc o més. 62 habitatges disposaven pel capbaix d'una plaça de pàrquing. A 35 habitatges hi havia un automòbil i a 47 n'hi havia dos o més.

### Piràmide de població
La piràmide de població per edats i sexe el 2009 era:
| Homes | Edats   | Dones |
| ----- | ------- | ----- |
| 0     | 95 o +  | 0     |
| 0     | 90 a 94 | 0     |
| 0     | 85 a 89 | 0     |
| 0     | 80 a 84 | 0     |
| 4     | 75 a 79 | 12    |
| 4     | 70 a 74 | 0     |
| 4     | 65 a 69 | 8     |
| 12    | 60 a 64 | 12    |
| 8     | 55 a 59 | 4     |
| 0     | 50 a 54 | 4     |
| 12    | 45 a 49 | 8     |
| 16    | 40 a 44 | 16    |
| 8     | 35 a 39 | 0     |
| 8     | 30 a 34 | 12    |
| 0     | 25 a 29 | 0     |
| 8     | 20 a 24 | 0     |
| 0     | 15 a 19 | 20    |
| 8     | 10 a 14 | 16    |
| 8     | 5 a 9   | 4     |
| 4     | 0 a 4   | 4     |

## Economia
El 2007 la població en edat de treballar era de 165 persones, 126 eren actives i 39 eren inactives. De les 126 persones actives 111 estaven ocupades (68 homes i 43 dones) i 15 estaven aturades (2 homes i 13 dones). De les 39 persones inactives 10 estaven jubilades, 17 estaven estudiant i 12 estaven classificades com a «altres inactius».

### Ingressos
El 2009 a Boncourt hi havia 95 unitats fiscals que integraven 256,5 persones, la mediana anual d'ingressos fiscals per persona era de 17.141 €.

### Activitats econòmiques
Dels 6 establiments que hi havia el 2007, 3 eren d'empreses de construcció, 2 d'empreses de comerç i reparació d'automòbils i 1 d'una empresa de serveis.
Dels 3 establiments de servei als particulars que hi havia el 2009, 1 era un taller de reparació d'automòbils i de material agrícola i 2 lampisteries.
L'any 2000 a Boncourt hi havia 11 explotacions agrícoles.

## Equipaments sanitaris i escolars
El 2009 hi havia 2 escoles maternals integrades dins d'un grup escolar amb les comunes properes formant una escoles disperses i 1 escola elemental integrada dins d'un grup escolar amb les comunes properes formant una escola dispersa.

## Poblacions més properes
El següent diagrama mostra les poblacions més properes.